# 埃勒河畔蒙
埃勒河畔蒙（法語：Moon-sur-Elle，法語發音：[mɔ̃ syʁ ɛl]）是法国芒什省的一个市镇，位于该省东北部，属于圣洛区和圣洛城市圈公共社区，其市镇面积为9.84平方公里，2022年1月1日时人口数量为779人。
埃勒河畔蒙是圣洛城市圈公共社区的组成部分。

## 汉语译名
该地在部分地图类应用及网页中的名称为“埃尔河畔莫翁”，此名称为地图从Wikidata上抓取的中文维基早期机翻误译，而“埃勒河畔蒙”一名则已更正。

## 行政
埃勒河畔蒙的邮政编码为50680，INSEE市镇编码为50356。

## 地理

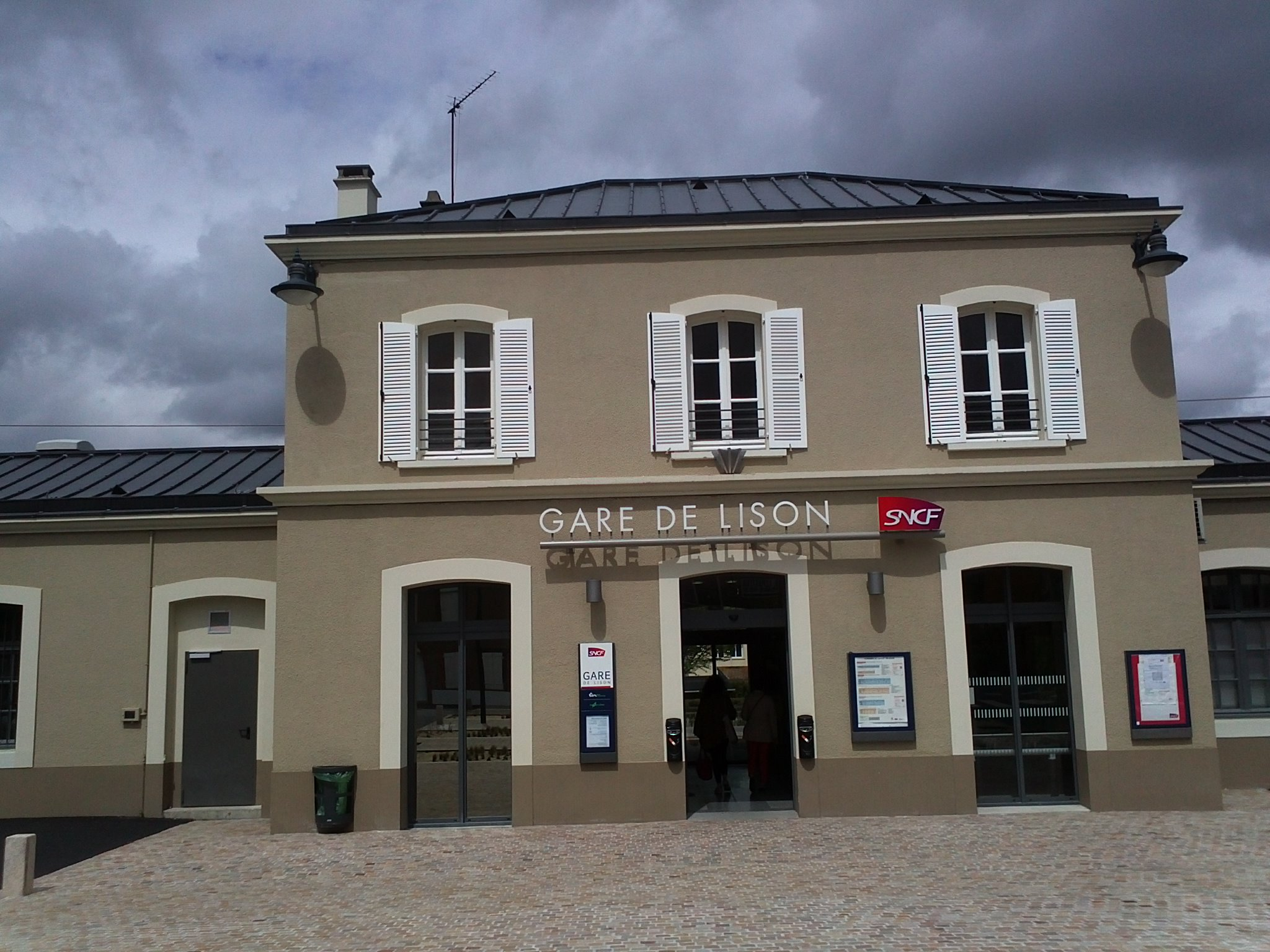
位于埃勒河畔蒙境内的利松火车站

埃勒河畔蒙（49°12'32"N, 1°2'40"W）位于法国西北部，诺曼底大区西部和芒什省东部偏北，北侧与卡尔瓦多斯省接壤。
与埃勒河畔蒙接壤的市镇包括：利松、埃勒河畔圣玛格丽特、艾雷勒、拉莫夫、埃勒河畔圣克莱尔。
埃勒河自东南向西北流经市中心。境内以浅丘为主，镇中心地形平坦。
按照柯本气候分类法，埃勒河畔蒙属于温带海洋性气候，全年温差较小，降水分布均匀。

## 历史
埃勒河畔蒙历史上长期为一处普通村落，中世纪出现教堂，法国大革命后成为芒什省的一个市镇。

## 交通
利松站位于埃勒河畔蒙境内，该站是这一区域的一个铁路枢纽，前往卡昂、瑟堡和雷恩三个方向的铁路在此交汇。
在公路方面，芒什省省道D6线、D8线、D91线和D254线在埃勒河畔蒙境内交汇。

## 政治
现任埃勒河畔蒙市长为莉迪·布罗坦女士（Lydie Brotin）。

## 人口
| 年份   | 1936 | 1946 | 1954 | 1962 | 1968 | 1975 | 1982 | 1990 | 1999 | 2005 | 2010 | 2015 | 2018 |
| ------ | ---- | ---- | ---- | ---- | ---- | ---- | ---- | ---- | ---- | ---- | ---- | ---- | ---- |
| 人口數 | 845  | 842  | 923  | 900  | 765  | 665  | 579  | 792  | 818  | 841  | 835  | 849  | 823  |

## 社会

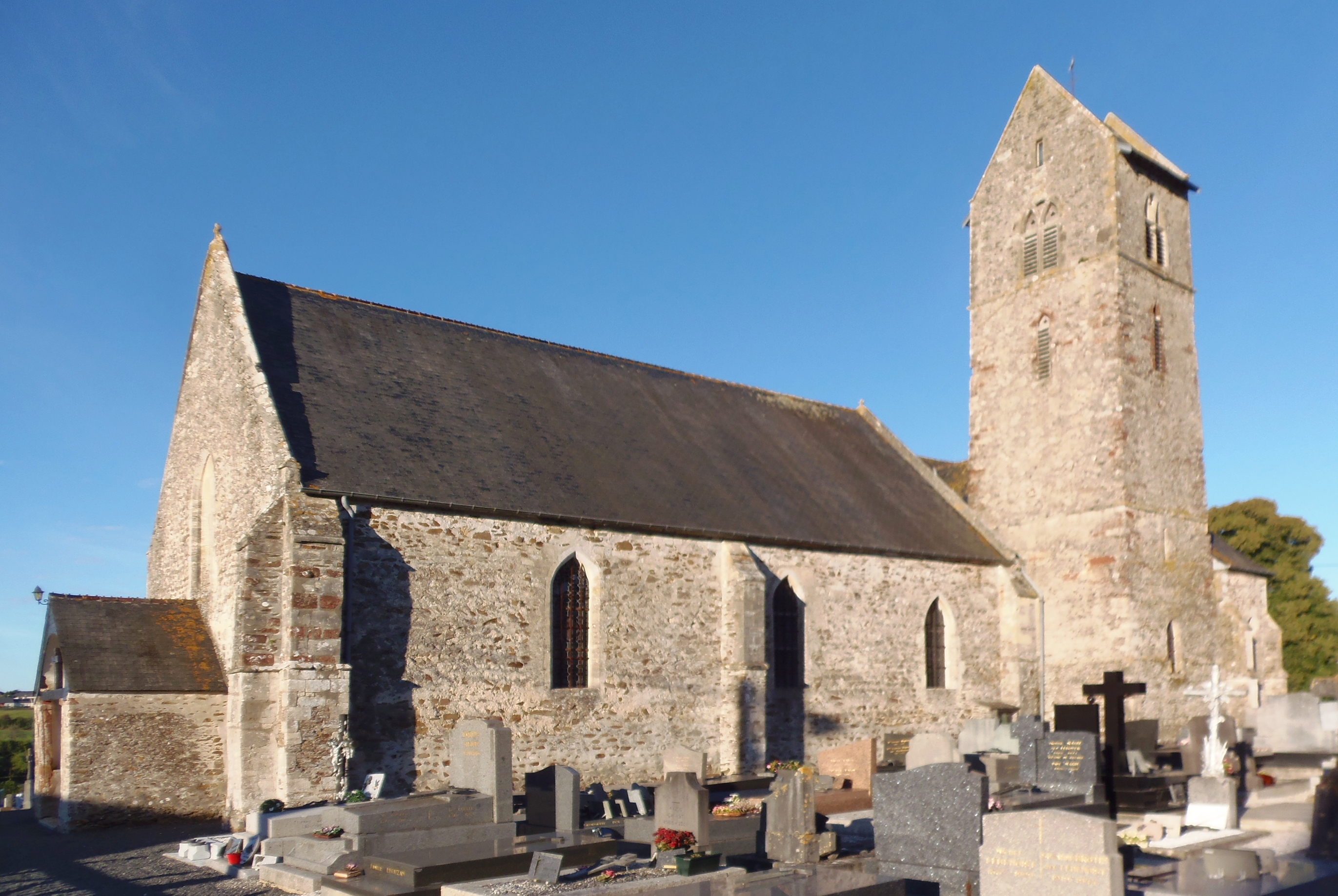
圣母教堂

镇中心及利松火车站附近有少量商业设施。

## 景观
圣母升天教堂（Église Notre-Dame-de-l'Assomption）是当地的重要历史建筑。